# Sam Troughton
Sam Troughton (21 de marzo de 1977) es un actor británico, más conocido por sus participaciones en teatro y por haber interpretado a Much en la serie Robin Hood. Así mismo de interpretar a Akímov en la serie Chernobyl de HBO.

## Biografía
Es hijo de los actores David Troughton y Alison Groves, tiene dos hermanos el jugador de críquet Jim Troughton y William "Wigsy" Troughton.
Su abuelo es el fallecido actor Patrick Troughton, sus tíos son el actor Michael Troughton y la autora e ilustradora de libros infantiles Joanna Troughton. 
Su primo es el actor Harry Melling.
Sam sale con Rajere y la pareja le dio la bienvenida a su primer hijo, Finlay Troughton en febrero de 2005.

## Carrera
En el 2005 se unió al elenco recurrente de la segunda temporada de la serie Hex donde interpretó a Remiel, un ángel caído que se encuentra al servicio de Satán, Remiel se hace pasar por el sacerdote católico, el padre Jez Heriot.
En el 2006 se unió al elenco principal de la serie británica Robin Hood donde interpretó a Much, el mejor amigo de Robin Hood (Jonas Armstrong), hasta el final de la serie en el 2009.
En 2016 aparecerá en la miniserie The Hollow Crown, donde dará vida a George Plantagenet, el primer duque de Clarence.
Hacia el 2019 interpreta a Akímov en la serie Chernobyl.

## Filmografía

### Series de televisión
| Año             | Serie                                 | Personaje                | Notas                        |
| --------------- | ------------------------------------- | ------------------------ | ---------------------------- |
| 2016 - presente | The Hollow Crown                      | George Plantagenet       | -                            |
| 2012            | Silent Witness                        | Detective Johnny Vickers | 2 episodios                  |
| 2006 - 2009     | Robin Hoodd                           | Much                     | 38 episodios                 |
| 2005            | Hex                                   | Jez Heriot / Remiel      | 6 episodios                  |
| 2004            | Messiah: The Promise                  | Thomas Stone             | miniserie                    |
| 2003            | Judge John Deed                       | Oficial Doug Welkin      | episodio "Conspiracy"        |
| 2003            | Seven Wonders of the Industrial World | H. Percy Boulnois        | episodio "The Sewer King"    |
| 2002            | Foyle's War                           | Oficial de Policía       | episodio "The German Woman"  |
| 2002            | Ultimate Force                        | Stuart                   | episodio "The Killing House" |

### Películas
| Año  | Título                    | Personaje          | Notas                                                                                            |
| ---- | ------------------------- | ------------------ | ------------------------------------------------------------------------------------------------ |
| 2017 | The Ritual                | Dom                | junto a Rafe Spall, Rob James-Collier y Arsher Ali.                                              |
| 2005 | Spirit Trap               | Nick               | junto a Billie Piper, Luke Mably y Emma Catherwood                                               |
| 2004 | Vera Drake                | David              | junto a Imelda Staunton, Sally Hawkins, Lesley Sharp y Jim Broadbent                             |
| 2004 | Alien vs. Predator        | Thomas Parks       | junto a Sanaa Lathan, Raoul Bova, Lance Henriksen, Ewen Bremner y Colin Salmon                   |
| 2004 | Gunpowder, Treason & Plot | Thomas Winter      | junto a Vulpe Adrian, Carmen Ungureanu, Clémence Poésy, Catherine McCormack y Kevin McKidd       |
| 2003 | Sylvia                    | Tom Hadley-Clarke  | junto a Gwyneth Paltrow, Amira Casar, Daniel Craig, Blythe Danner, Michael Gambon y Jared Harris |
| 2000 | Summer in the Suburbs     | Oficial de Policía | junto a Ryan Davenport, Ann Mitchell, Craig Vye y Tobias Menzies                                 |

### Teatro
| Año  | Obra                     | Personaje                 | Director (a)  | Teatro                      | Notas                                                                     |
| ---- | ------------------------ | ------------------------- | ------------- | --------------------------- | ------------------------------------------------------------------------- |
| 2012 | A Streetcar Named Desire | Stanley Kowalski          | -             | Liverpool Playhouse Theatre | junto a Amanda Drew, Leanne Best, Alan Stocks y Stephen Fletcher          |
| 2011 | Romeo and Juliet         | Romeo                     | -             | Royal Shakespeare Theatre   | junto a Mariah Gale                                                       |
| 2007 | As You Like It           | Orlando                   | -             | Crucible Theatre            | -                                                                         |
| 2005 | Nathan the Wise          | The Templar               | Anthony Clark | Hampstead Theatre           | junto a Michael Pennington, Anna Carteret, Vincent Ebrahim y Shelley King |
| 2004 | Buried Child             | Vince                     | -             | London's National Theatre   | -                                                                         |
| 2002 | Tartuffe                 | Valère                    | -             | -                           | -                                                                         |
| 2002 | The Coast of Utopia      | -                         | -             | -                           | -                                                                         |
| 2001 | The School for Scandal   | Joesph Surface            | -             | Derby Playhouse Theatre     | -                                                                         |
| 2001 | Richard III              | Richmond                  | -             | -                           | -                                                                         |
| 2000 | Henry VI Part III        | John Talbot               | -             | -                           | -                                                                         |
| 2000 | Henry VI Part II         | John Talbot               | -             | -                           | -                                                                         |
| 2000 | Henry VI Part I          | John Talbot               | -             | -                           | -                                                                         |
| 1999 | The Other Shore          | -                         | -             | -                           | -                                                                         |
| -    | Voyage                   | Stepan Shevyrev           | -             | London's National Theatre   | -                                                                         |
| -    | Salvage                  | Capitán Peks/Sasha Herzen | -             | London's National Theatre   | -                                                                         |
| -    | The Taming of the Shrew  | Tailor                    | -             | -                           | -                                                                         |
| -    | The Other Shore          | Rory                      | -             | -                           | -                                                                         |
| -    | Shipwreck                | Konstantin/Aksakov        | -             | -                           | -                                                                         |
| -    | The Mechanicals          | Quince                    | -             | -                           | -                                                                         |
| -    | The Bald Prima Donna     | Mr Martin                 | -             | -                           | -                                                                         |
| -    | Hamlet                   | Hamlet                    | -             | -                           | -                                                                         |